# 榉溪孔氏家庙
28°55′57″N 120°31′39″E / 28.93250°N 120.52750°E
榉溪孔氏家庙位于中国浙江省磐安县盘峰乡榉溪村，是孔子后裔所建的家庙，2006年被列为第六批全国重点文物保护单位。
北宋末年靖康之变后，孔子四十八代孙孔端躬与衍圣公孔端友随赵构南渡，后端友居衢州，是为孔氏南宗，端躬居榉川（今榉溪）。南宋宝祐二年，宋理宗按衢州孔氏家庙例，在榉川建孔氏家庙，并赐“万世师表”匾。元明曾有修建，清初被毁，现存的榉溪孔氏家庙为清代重建。庙坐南朝北，占地836平方米，由门楼、戏台、天井、前厅、穿堂及二小天井、后堂组成。其建筑格局、形制与孔氏南宗家庙已完全不同，而更似浙中地区普通宗祠建筑。在榉溪还保存有孔端躬墓。